# 自由阿拉伯軍團
自由阿拉伯軍團，是第二次世界大戰期間由來自中東和北非的阿拉伯志願者組成的納粹德國軍事部隊。
它是由巴勒斯坦人阿明·侯赛尼和拉希德·阿里在1941年與希特勒會面後提議成立。該部隊基於一支由德國將領Hellmuth Felmy指揮的較小部隊，主要協助在伊拉克被英國壓制的的親納粹起義。該部隊首先在敘利亞停留。在英國，澳大利亞和自由法國部隊征服敘利亞後，該部隊被轉移到希臘的Sounion。那裡收容了當時歐洲土地上的更多的作為戰俘或志願者的阿拉伯和穆斯林部隊。
納粹計劃利用該軍團征服高加索地區，在那裡建立一個伊拉克流亡政府，然後將該地區作為一個征服伊拉克的手段和基地（但一直未被採納）。在盟軍的火炬行動中，突尼斯受到維希法國的管轄。在戰鬥期間，德國指揮部呼籲突尼斯阿拉伯人加入軍團。
在其指揮官去世後，軍團從前線被撤出。1943年11月，軍團在伯羅奔尼撒服役，作為參與軸心國占領希臘的部隊並參加了對希臘反法西斯叛亂的鎮壓。

## 历史

### 起源

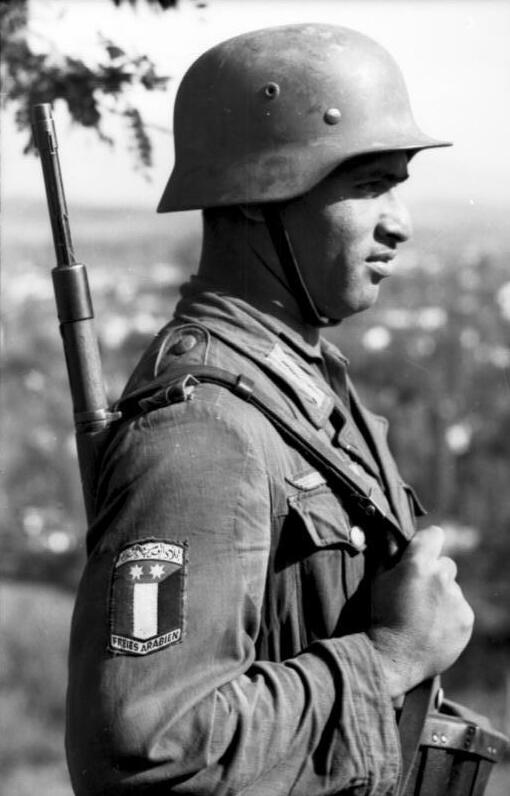
1943年9月，一名來自德佔希臘的自由阿拉伯軍團士兵

1941年4月上旬，伊拉克政治家蓋拉尼與其他幾名隸屬於民族主義组织的伊拉克軍官一起推翻了伊拉克王國的親英政權。新的親納粹政府尋求納粹德國和意大利的支持，以支持伊拉克反抗在該國的英國軍隊。在耶路撒冷大穆夫侯賽尼的幫助下，與軸心國建立了聯繫，後者是一名納粹支持者，自從戰前不久逃離託管巴勒斯坦的監禁以來一直生活在伊拉克。
1941年5月，英伊戰爭以英軍進入伊拉克開始。阿道夫·希特勒同意派遣德國空軍中隊支援伊拉克以及由費爾米領導的特殊任務Sonderstab F，該任務旨在支持起義並組建一支由德國領導的阿拉伯旅。
到5月底，伊拉克軍隊已被英國人毆打，侯賽尼和蓋拉尼逃往伊朗，然後逃往德國。戰敗後，一些阿拉伯同情者通過法屬敘利亞被運出中東，最終抵達希臘蘇尼翁角。